# Blumeria graminis
Il mal bianco dei cereali (Blumeria graminis (DC) Speer, 1975, anamorfo: Oidium monilioides (Nees) Link 1824) è un fungo fitopatogeno della famiglia Erysiphaceae, rinvenibile su varie specie di graminacee spontanee e coltivate.

## Sistematica
In passato il fungo apparteneva al genere Erysiphe; attualmente, studi di biologia molecolare hanno permesso di ascriverlo al genere Blumeria, di cui rappresenta l'unica specie. Morfologicamente differisce da Erysiphe per la forma degli austori e per alcuni dettagli della parete cellulare dei conidi.
Attualmente i termini Blumeria graminis e Erysiphe graminis sono considerati sinonimi. L'anamorfo del fungo viene indicato come Oidium monilioides o Oidium tritici.
All'interno di Blumeria graminis sono distinguibili alcune formae speciales, in base alla specie vegetale colpita,.
- Blumeria graminis f. sp. agropyri: rilevata su specie dei generi Agropyron e Elymus
- Blumeria graminis f. sp. avenae: attacca l'avena coltivata nonché le specie selvatiche
- Blumeria graminis f. sp. bromi: colpisce specie selvatiche e coltivate del genere Bromus
- Blumeria graminis f. sp. hordei: responsabile degli attacchi su orzo
- Blumeria graminis f. sp. lolii: su specie del genere Lolium
- Blumeria graminis f. sp. poae: su Poa spp., può danneggiare i tappeti erbosi ornamentali
- Blumeria graminis f. sp. secalis: causa il mal bianco su segale coltivata e selvatica
- Blumeria graminis f. sp. tritici: colpisce il frumento ed altre specie del genere Triticum; è stata segnalata anche su specie del genere Aegilops

## Ospiti
Il fungo colpisce principalmente frumento, orzo, avena e segale. Attacca inoltre molte graminacee spontanee e può rappresentare un problema sui tappeti erbosi ornamentali e sportivi, in particolare su Poa pratensis. Attacchi del fungo sono stati segnalati su più di sessanta specie in Italia e su centinaia di specie in tutto il mondo.

## Sintomatologia ed identificazione
Blumeria graminis può attaccare tutte le parti epigee della pianta, ma si localizza prevalentemente sulla pagina superiore delle foglie partendo da quelle basali. Sulla superficie delle stesse è possibile notare inizialmente delle pustole, che evolvono in macchie puntiformi, via a via più estese, ricoperte da una muffa di consistenza soffice e di colore bianco – grigiastro. I tessuti attorno alle aree colpite assumono una colorazione brunastra e necrotizzano. Tale sintomatologia compromette la capacità fotosintetica della pianta. All'interno del feltro miceliare si sviluppano i casmoteci, osservabili come formazioni tondeggianti di colore nerastro. Le foglie colpite ingialliscono e seccano, mentre i culmi si indeboliscono e si piegano nella parte apicale. Gli attacchi più gravi si hanno in primavera, nelle fasi di levata e spigatura. In caso di gravi epidemie si possono avere perdite di produzione del 30% oltre ad un peggioramento qualitativo della granella.

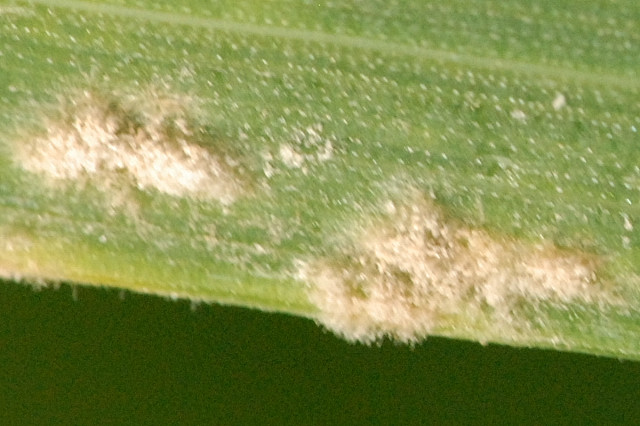
Macchie di mal bianco su foglia

Il fungo forma conidiofori corti provvisti di cellula basale rigonfiata. I conidi, di forma ellissoidale, incolori e dalle dimensioni di 25-35 x 10-15 µm sono disposti in lunghe catene di 10-20 elementi. I casmoteci dal diametro di 120 - 200 µm, sono immersi nel feltro miceliare e contengono 8-25 aschi con 8 ascospore ciascuno.

## Biologia ed epidemiologia
Blumeria graminis è un parassita obbligato, incapace quindi di crescere al di fuori di un tessuto vivente.
Le infezioni possono prendere avvio sia dalle ascospore che dai conidi. Questi ultimi, più importanti da un punto di vista epidemiologico, sono prodotti dal micelio in primavera. Grazie all'azione del vento vengono trasportati a distanza fino a posarsi su superfici fogliari recettive, formando un appressorio che ne garantisce l'adesione. A questo punto emettono un tubulo germinativo che perfora la cuticola vegetale e penetra nei tessuti sottostanti, dove vengono differenziati gli austori che permettono l'assorbimento di sostanze nutritive. Il periodo di incubazione della malattia si aggira, in genere, tra i 5 e i 10 giorni.
Le temperature ottimali per le infezioni di Blumeria graminis sono comprese tra 15 – 20 °C, ma possono aversi entro un range di 3 – 30 °C. Anche se un livello di umidità relativa elevato (> 90%) è necessario per lo sviluppo dell'infezione, la presenza di un velo d'acqua sulle superfici fogliari limita gli attacchi del patogeno. Le infezioni più gravi si hanno quando si alternano periodi di tempo siccitoso a periodi più umidi.
Nelle regioni con estati aride la formazione di cleistoteci garantisce la sopravvivenza del fungo alle condizioni avverse. Nelle zone a clima temperato i cleistoteci rivestono invece un'importanza secondaria. Durante i mesi autunnali, in condizioni di elevata umidità relativa, i cleistoteci liberano le ascospore assicurando la ripresa delle infezioni sui cereali vernini. Nel periodo invernale il fungo rimane quiescente, svernando come micelio sulle piante infette, per poi riprendere con le infezioni conidiche in primavera.

## Distribuzione geografica
Blumeria graminis è presente in quasi tutte le regioni dove sono coltivati i cereali. Diventa importante in particolare nelle zone umide o nelle aree siccitose nelle quali venga impiegata l'irrigazione.
Il mal bianco dei cereali causa gravi danni nelle regioni fredde della Cina, Giappone e Asia; in Nord Europa, in Nord America e nelle regioni settentrionali e orientali dell'Africa. È importante anche in regioni caldo - umide con inverno mite, come in alcune zone del Sud America e Sud-est degli Stati Uniti. L'intensità degli attacchi è invece minore nelle aree con piogge particolarmente intense, in quanto la pioggia battente sfavorisce la germinazione dei conidi sulle foglie.

## Lotta
La lotta contro il mal bianco dei cereali è essenzialmente preventiva in quanto i trattamenti fungicidi rappresentano generalmente un costo troppo elevato per questo tipo di coltura. Tra gli accorgimenti agronomici che consentono di limitare gli attacchi del fungo ricordiamo:
- evitare le semine eccessivamente fitte
- evitare le semine precoci
- limitare gli apporti di azoto ai fabbisogni della coltura
- impiegare cultivar resistenti
- impiegare miscugli di cultivar

In Italia i trattamenti fungicidi sui cereali vengono eseguiti solo in caso di attacchi particolarmente gravi, prevedendo una soglia di intervento di 10 - 12 pustole uniformemente distribuite sulle ultime due foglie. In tali casi possono essere effettuati trattamenti fungicidi con prodotti a base di propiconazolo, ciproconazolo, tebuconazolo e triadimenol.
Per quanto riguarda i tappeti erbosi ornamentali o sportivi è consigliabile:
- porre il tappeto erboso in zone soleggiate e con buona circolazione dell'aria
- aumentare l'altezza di taglio (tagliare poco)
- impiegare specie e cultivar poco suscettibili
- in prati di pregio trattare con prodotti a base di propiconazolo ai primi sintomi